# Cestrum retrofractum
Cestrum retrofractum är en potatisväxtart som beskrevs av Michel Félix Dunal. Cestrum retrofractum ingår i släktet Cestrum och familjen potatisväxter. Inga underarter finns listade i Catalogue of Life.